# Charmoy (Yonne)
Charmoy és un municipi francès, situat al departament del Yonne i a la regió de Borgonya - Franc Comtat. L'any 2007 tenia 1.217 habitants.

## Demografia

### Població
El 2007 la població de fet de Charmoy era de 1.217 persones. Hi havia 506 famílies, de les quals 132 eren unipersonals (56 homes vivint sols i 76 dones vivint soles), 181 parelles sense fills, 177 parelles amb fills i 16 famílies monoparentals amb fills.
La població ha evolucionat segons el següent gràfic:
Habitants censats

### Habitatges
El 2007 hi havia 554 habitatges, 508 eren l'habitatge principal de la família, 15 eren segones residències i 30 estaven desocupats. 537 eren cases i 13 eren apartaments. Dels 508 habitatges principals, 429 estaven ocupats pels seus propietaris, 74 estaven llogats i ocupats pels llogaters i 5 estaven cedits a títol gratuït; 3 tenien una cambra, 25 en tenien dues, 122 en tenien tres, 180 en tenien quatre i 179 en tenien cinc o més. 383 habitatges disposaven pel capbaix d'una plaça de pàrquing. A 238 habitatges hi havia un automòbil i a 226 n'hi havia dos o més.

### Piràmide de població
La piràmide de població per edats i sexe el 2009 era:
| Homes | Edats   | Dones |
| ----- | ------- | ----- |
| 1     | 95 o +  | 1     |
| 1     | 90 a 94 | 7     |
| 4     | 85 a 89 | 21    |
| 8     | 80 a 84 | 6     |
| 23    | 75 a 79 | 42    |
| 23    | 70 a 74 | 34    |
| 45    | 65 a 69 | 39    |
| 48    | 60 a 64 | 43    |
| 45    | 55 a 59 | 39    |
| 49    | 50 a 54 | 34    |
| 51    | 45 a 49 | 44    |
| 33    | 40 a 44 | 34    |
| 35    | 35 a 39 | 37    |
| 41    | 30 a 34 | 45    |
| 36    | 25 a 29 | 27    |
| 45    | 20 a 24 | 20    |
| 47    | 15 a 19 | 20    |
| 36    | 10 a 14 | 41    |
| 28    | 5 a 9   | 23    |
| 26    | 0 a 4   | 36    |

## Economia
El 2007 la població en edat de treballar era de 779 persones, 574 eren actives i 205 eren inactives. De les 574 persones actives 506 estaven ocupades (269 homes i 237 dones) i 68 estaven aturades (25 homes i 43 dones). De les 205 persones inactives 94 estaven jubilades, 59 estaven estudiant i 52 estaven classificades com a «altres inactius».

### Ingressos
El 2009 a Charmoy hi havia 506 unitats fiscals que integraven 1.185 persones, la mediana anual d'ingressos fiscals per persona era de 17.982 €.

### Activitats econòmiques
Dels 25 establiments que hi havia el 2007, 1 era d'una empresa de fabricació d'altres productes industrials, 10 d'empreses de construcció, 5 d'empreses de comerç i reparació d'automòbils, 1 d'una empresa de transport, 1 d'una empresa d'hostatgeria i restauració, 1 d'una empresa immobiliària, 2 d'empreses de serveis, 2 d'entitats de l'administració pública i 2 d'empreses classificades com a «altres activitats de serveis».
Dels 8 establiments de servei als particulars que hi havia el 2009, 1 era un paleta, 1 fusteria, 3 lampisteries, 1 electricista, 1 empresa de construcció i 1 perruqueria.
L'únic establiment comercial que hi havia el 2009 era una fleca.
L'any 2000 a Charmoy hi havia 5 explotacions agrícoles.

## Equipaments sanitaris i escolars
El 2009 hi havia 1 escola maternal integrada dins d'un grup escolar amb les comunes properes formant una escola dispersa i 1 escola elemental integrada dins d'un grup escolar amb les comunes properes formant una escola dispersa.

## Poblacions més properes
El següent diagrama mostra les poblacions més properes.